# Jorge Spedaletti
Jorge Américo Spedaletti González (Rosario, 24 settembre 1947 – Santiago del Cile, 10 giugno 2022) è stato un calciatore cileno, di ruolo attaccante.

## Biografia
Pur essendo nato in Argentina fu naturalizzato cileno
Dopo il ritiro dal mondo del calcio ha fatto ritorno in Argentina dove ha lavorato come tassista.
Il 6 ottobre 2002, è caduto dal terzo piano dell'edificio in cui abitava, riportando un serio trauma cranico. Le squadre dell'Universidad de Chile e dell'Unión Española hanno promosso una raccolta di denaro per lui organizzando un'amichevole. Lasciò l'ospedale in cui era ricoverato a novembre dello stesso anno.
È morto il 10 giugno 2022.

## Carriera

### Club
Ha iniziato la sua carriera nel suo paese d'origine, l'Argentina, vestendo la maglia del Gimnasia (LP) nella massima serie; nel 1968 si è trasferito al Godoy Cruz in seconda serie.
Nel 1969 è emigrato in Cile, giocando con l'Universidad de Chile, con cui vinse subito il campionato nazionale. Dal 1974-1975 è stato all'Unión Española con cui vinse un campionato
Nel 1976 vinse il suo terzo campionato cileno con la maglia del CD Everton. In seguito ha giocato anche col Dep. Concepción e chiuse la sua carriera in seconda serie cilena con il Dep. Antofagasta.

### Nazionale
Con la nazionale cilena ha giocato 5 partite prendendo parte alla Copa América 1975.

## Palmarès

### Club

#### Competizioni nazionali
- Campionato cileno: 3

Universidad de Chile: 1969
Unión Española: 1975
CD Everton: 1976